# Mary MacKillop
Mary MacKillop (15 tháng 1 năm 1842 - 8 tháng 8 năm 1909), còn được gọi là Thánh Maria Thánh Giá là một nữ tu Công giáo Rôma người Úc, cùng với Cha Julian Tenison Woods, thành lập các Sisters of St Joseph Sacred Heart và một số trường học và các tổ chức phúc lợi tại Australasia với trọng tâm về giáo dục cho người nghèo, đặc biệt ở các vùng nông thôn. Sau khi qua đời, bà đã thu hút được tôn kính tại Úc và của quốc tế. MacKillop là người Úc đầu tiên được phong thánh.
Ngày 17 tháng 7 năm 2008, Giáo hoàng Biển Đức XVI đã cầu nguyện tại ngôi mộ của bà trong chuyến thăm Sydney Ngày Thanh niên thế giới 2008. Bà đã được phong thánh ngày 17 tháng 10, năm 2010 tại Vatican,, khiến bà là người đầu tiên tại Úc được công nhận thánh Công giáo La Mã. 